# Cruise Chaser Blassty
Cruise Chaser Blassty (яп. クルーズチェイサーブラスティー) — японская ролевая игра, разработанная и выпущенная в 1986 году компанией Square для различных японских компьютеров, в том числе NEC PC-8801, NEC PC-9801 и Sharp X1. Издавалась исключительно на территории Японии, хотя язык интерфейса — английский.
Концепцию, в основе которой лежат сражения боевых меха-роботов, разработали геймдизайнеры Хиронобу Сакагути и Кадзухико Аоки, рисунки игрового мира, персонажей и роботов выполнил мангака Мамору Нагано, музыку для саундтрека написал композитор Нобуо Уэмацу — этот проект стал второй его работой в игровой индустрии после малоизвестной аркады Genesis. Саундтрек, содержащий шесть звуковых дорожек общей продолжительностью 7 минут 45 секунд, 26 апреля в формате грампластинки вышел в виде отдельного альбома.
Игра представляет необычную боевую систему, позволяющую игроку настраивать робота по своему усмотрению и вести бои с камерой обзора от первого лица. При этом также присутствует развёрнутая ролевая система, способствующая гибкой кастомизации и развитию находящейся под контролем боевой машины.
Сюжет описывает приключения группы молодых людей с Земли, которые по стечению случайных обстоятельств оказались в центре вооружённого конфликта между повстанцами и контролирующим солнечную систему правительством. Сеттинг представляет собой высокотехнологичное будущее нашего мира, человечеству доступны прогрессивные космические аппараты и множественное футуристическое оружие. Вся власть в солнечной системе удерживается в руках правительства, базирующегося в гигантской космической станции, парящей на орбите Земли. Однако оппозиционеры с Марса не согласны с их абсолютной властью и бросают вождям вызов. В итоге победить могут как повстанцы, так и правительство — итоговый результат и, соответственно, концовка зависят от действий игрока во время прохождения.
Cruise Chaser Blassty является пятой по счёту игрой, выпущенной компанией Square, и третьим их самостоятельным продуктом. В 1987 году рассказанная игрой история была новелизирована японским развлекательным журналом Hobby Japan, позже в 1990—1992 годах, издавалась в виде отдельного романа из трёх томов.